# Ludovic Naudeau
Ludovic Naudeau, né le 5 mars 1872 à Boulogne-sur-Mer (Pas-de-Calais) et mort le 5 septembre 1949 à Pontoise (Seine-et-Oise), est un journaliste, correspondant de guerre et écrivain français.

## Biographie
Ludovic Charles Naudeau est le fils d'un ingénieur de la Compagnie des chemins de fer du Nord. Après  avoir suivi sa scolarité au lycée d'Amiens, il devient reporter à l'âge de dix-neuf ans.
Il est l'un des premiers grands reporters de la Guerre russo-japonaise de 1904-1905 au cours de laquelle il est capturé et retenu prisonnier au Japon. Il réussit à s'échapper mais est recapturé.
Il est présent en Russie soviétique lors de la révolution bolchevique et on lui doit une interview de Lénine. Ses questions lui valent de passer quelque temps dans les prisons soviétiques dont il est libéré le 22 décembre 1918. 

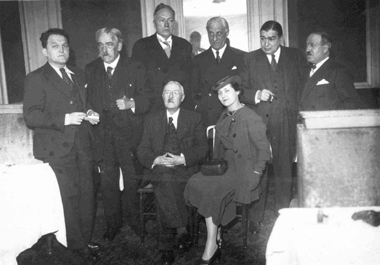
Le premier jury du prix Albert-Londres (Émile Condroyer, Charles Pettit, Ludovic Naudeau, Jacques de Marsillac, Louis Roubaud, Maral Bureau, Pierre Mille, Florise Londres).

Journaliste au Temps, il collabore également à d'autres périodiques, en particulier L'Illustration. Il est en outre rédacteur du Journal. Il publie plusieurs ouvrages, sur le Japon notamment, ainsi que deux romans.
Il réalise une très importante enquête sur la population française et la question de la natalité en France. Ce travail lui vaut la médaille d’honneur de l’Alliance nationale pour l’accroissement de la population française en mai 1931.
Distingué par le prix Montyon de l’Académie française en 1910 et 1921, il reçoit le prix d'Académie en 1932, couronnant l’ensemble de son œuvre. Il est fait officier de la Légion d'honneur
Il est membre notamment du tout premier jury du prix Albert-Londres à partir de 1933.
Enterré à Saint-Ouen-l'Aumône, il est le père de Pierre Henri Naudeau.

## Hommages et distinctions
- Ordre de la Légion d'honneur
  - Chevalier (1906)
  - Officier (1914)
- Prix Montyon (1910, 1921)
- Médaille d'honneur de l’Alliance nationale pour l’accroissement de la population française (1931)
- Prix d'Académie (1932)

Une rue de Pontoise porte son nom.

## Œuvre
- Le Japon moderne, son évolution, Flammarion, Bibliothèque de philosophie scientifique, 1909 (couronné par l'Académie française - prix Montyon 1910)
- En Prison sous la terreur russe, Librairie Hachette, 1920 (couronné par l'Académie française - prix Montyon 1921)
- Les Dessous du chaos russe, Librairie Hachette, 1920 (couronné par l'Académie française)
- Histoires du wagon et de la cabine, P. Laffitte, 1921
- Plaisir du Japon, roman, illustré par L. Sabattier, L'Illustration, 1922
- En écoutant parler les Allemands. Le Volcan qui recommence à gronder, ou l'Inévitable Allemagne. Français et Allemands peuvent-ils se réconcilier ? Les Mitrailleuses à enfants. Verrons-nous les États-Unis d'Europe, ou le final cataclysme ? Que faut-il faire ?, Flammarion, 1925
- La Guerre et la paix, avec l'opinion des plus illustres penseurs et hommes d'État français, Flammarion, Bibliothèque de philosophie scientifique, 1926
- L'Italie fasciste, ou l'autre danger, Flammarion, 1926
- La France, l'Allemagne : leurs positions économiques, 1926
- La Guerre et la paix : avec l'opinion des plus illustres penseurs et hommes d'État français, 1926
- L'Italie fasciste, ou l'autre danger, E. Flammarion, 1927, 283 p.
- Où en est le fascisme en Italie: Exposé, 1927
- La jolie fille de Dublin, roman, Flammarion, 1928
- Nîmes et le Gard, 1929
- La France se regarde, le problème de la natalité, Hachette, 1931
- L'Allemagne nouvelle : Berlin, 1932
- L'Allemagne nouvelle : Hambourg, 1932
- L'Allemagne nouvelle : Leipzig, 1932
- Le tricentenaire des Antilles Françaises, 1935
- Félix Faure et les 150 Français en Russie en 1897 : chose vues, Fayard, 1936
- Le Japon, son crime et son châtiment, Flammarion, 1946
- Le nouveau secrétaire général de la Société des nations
- Le Scoop de Port-Arthur, dans la Revue de Paris, p. 57-78.
- La prestation de serment du nouveau président de la République tchécoslovaque dans la salle Wladislav du Vieux château de Prague
- Lettres inédites (1870-1871) : Un grand reportage (Prince de Joinville)